# Reggae Gold 2007
Reggae Gold 2007 – piętnasty album z serii składanek Reggae Gold, wydawanej przez nowojorską wytwórnię VP Records.
Płyta ukazała się 12 czerwca 2007 roku, wraz z bonusowym DVD zawierającym różne materiały dotyczące prezentowanych muzyków, a także liczne wywiady. Produkcją całości zajęli się Chris Chin oraz Joel Chin.
30 czerwca 2007 roku album osiągnął 1. miejsce w cotygodniowym zestawieniu najlepszych albumów reggae magazynu Billboard i utrzymywał się na szczycie jeszcze przez 3 kolejne tygodnie (ogółem był notowany na liście przez 63 tygodnie).

## Lista utworów
1. Sean Paul - "Watch Them Roll"
2. Junior Reid, Cham & Mims - "This Is Why I'm Hot" (remix)
3. Mavado - "Top Shotta Nah Miss"
4. Munga  - "Bad From Mi Born"
5. Mavado - "Last Night"
6. Elephant Man - "Bring It"
7. Buju Banton - "Bobby Reds"
8. Morgan Heritage - "Brooklyn & Jamaica"
9. Jah Cure - "Sticky"
10. Gyptian - "My Fadah Seh"
11. Tessanne - "Hide Away"
12. Pressure - "Love & Affection"
13. I Wayne - "I Need Her In My Arms"
14. Alaine - "Sacrifice"
15. Shaggy - "More Woman"